# Hudson (Kansas)
Pour les articles homonymes, voir Hudson.
Hudson est une ville américaine située dans le comté de Stafford, au Kansas. Selon le recensement de 2020, sa population est de 95 habitants.